# Nemesgulács
Nemesgulács è un comune dell'Ungheria di 1.050 abitanti (dati 2001). È situato nella contea di Veszprém.